# 咸阳钟楼
咸阳钟楼位于中国陕西省咸阳市渭城区钟楼广场东端，原在县城内永绥街南口，始建于明万历年间，道清光时曾重修，20世纪中期被拆除，2009年9月至2010年10月依据法国人沙畹于1907年所拍摄的照片重建，为三层方形木构，坐落于砖砌基座上。